# Survivant
Ne doit pas être confondu avec Le Survivant (romans).
Pour les articles homonymes, voir Survivant (homonymie).
Survivant (titre original : Survivor) est un roman de Chuck Palahniuk paru en 1999 (traduit en français en 2001).

## Synopsis
Tender Branson, le dernier survivant d'une secte étrange, a détourné un Boeing 747. Alors que l'avion est en pilotage automatique, il reste l'équivalent de 7 heures de vol en kérosène avant qu'il ne s'écrase. Tender Branson raconte sa vie dans l'enregistreur de vol avec l'espoir que la boîte noire gardera une trace de son récit qui explique ses motivations.

## Particularités
Ce roman possède la particularité d'avoir une pagination inversée : ses pages sont numérotées dans l'ordre décroissant de telle sorte qu'il commence à la page 362 (ouvrage en langue Française) et au chapitre 47 pour finir à la page 1 et au chapitre 1. L'intrigue du livre se déroule ainsi sur fond de compte à rebours et vers une fin inéluctable : le crash de l'avion d'où nous est narré l'histoire.

## Explication de la fin
La fin du livre reste très énigmatique. Puisque ce qu'on lit correspond uniquement au contenu de la boîte noire de l'avion, on ne sait absolument pas ce qu'il arrive réellement à Tender. Or Fertilité lui a dit au chapitre 3 qu'il trouverait moyen de survivre.
On remarque que le premier et le dernier chapitre sont ponctués par la phrase
« Vérification. Vérification. Un, deux, trois »
et que Tender ne semble pas certain que ce qu'il dit soit réellement enregistré - ce qui semble absurde s'il s'adresse à une boîte noire. Par ailleurs il répète de nombreuses fois
« ce que vous écoutez, c'est l'enregistreur de vol du vol 2039 »
C'est en fait faux pour ce qui concerne le chapitre 47 et le chapitre 1. Lorsque Tender prend le contrôle de l'avion il mentionne que les passagers ont entassé près du cockpit leurs biens de valeurs, parmi lesquels figurent « portefeuilles, montres, ordinateurs portables, téléphones mobiles, magnétophones à minicassette, lecteurs de CD portables, alliances. »
En réalité les chapitres 1 et 47 ont été enregistrés sur un magnétophone à cassette que Tender a activé au début et à la fin de son récit, qui lui est conservé directement sur la boîte noire. Tender a d'abord enregistré la fin de sa vie sur enregistreur, avant de raconter ce qui l'avait amené jusque-là sur l'enregistreur de vol. Cela explique pourquoi il n'est pas certain que l'enregistreur marche, et permet de comprendre qu'il a en réalité survécu en sautant de l'avion au dernier moment. Le magnétophone continuant à parler et à être enregistré sur la boîte noire comme si Tender était réellement resté dans l'avion jusqu'à la fin.